# Bergamo-oggi
Bergamo-oggi fu un quotidiano locale della città di Bergamo, pubblicato tra il 9 aprile 1981 ed il 27 settembre 1983. Dal 1º ottobre 1983 al 31 luglio 1995 fu pubblicato con il titolo di Giornale di Bergamo-oggi. Il quotidiano era controllato per il 51% dall'Accademia europea CRS Idea, per il 48% dall'EDA, a sua volta controllata dalla famiglia Ciarrapico, e per l'1% da Giuseppe Ciarrapico.
Il giornale nacque dopo la chiusura del Giornale di Bergamo il 28 giugno 1980, dalla decisione dei giornalisti e del personale tecnico (dattilografi, grafici e tipografi) di accettare la proposta del giornale Bresciaoggi, gestito all'epoca da una cooperativa. Primo direttore del giornale fu Aurelio Locati.
Nel 1983, dopo una serie di tensioni con la testata madre Bresciaoggi, il leader del PSI bergamasco, Bruno Pievani, e il consigliere regionale DC, Ferruccio Gusmini di Treviglio tentarono di far nascere al suo posto una nuova testata (il Nuovo Giornale di Bergamo), durato tuttavia solo pochi mesi e riconfluito in seguito nel giornale Bergamo Oggi. Dal 1983 al 1984 il quotidiano fu diretto da Vittorio Feltri.